# Batalla de Rijmenam (1578)
La batalla de Rijmenam fue una batalla librada en las primeras etapas de la guerra de los Ochenta Años entre las fuerzas de los Estados Generales de los Países Bajos y las del gobernador general de los Habsburgo, don Juan de Austria, el 31 de julio de 1578 cerca de Rijmenam en la actual provincia de Amberes, Bélgica. Las fuerzas españolas sufrieron una derrota estratégica.

## Antecedentes
Después de la pacificación de Gante, todos los Habsburgo de los Países Bajos se habían levantado contra el rey Felipe II. Cuando Juan de Austria, el nuevo gobernador general, que era medio hermano de Felipe II, llegó al país en noviembre de 1576, al principio fingió estar dispuesto a cooperar con los Estados Generales, pero pronto hubo una ruptura y la guerra se reanudó. Desde enero de 1578 en adelante los refuerzos que fueron enviados a Juan por la camino español fueron lo suficientemente fuertes como para ir hacia una ofensiva. Casi de inmediato obtuvo una sorprendente victoria en la batalla de Gembloux. Esto motivó a las potencias extranjeras a intervenir en nombre de los Estados Generales. La reina Isabel de Inglaterra envió dinero y tropas, como lo hizo el duque de Anjou. Estos refuerzos formaron la espina dorsal de un ejército reconstituido que se formó en un campamento reforzado en Rijmenam durante julio de 1578. El comandante de esta fuerza era el conde de Boussu. Consistió principalmente en mercenarios ingleses bajo las órdenes de John Norreys y Richard Bingham, mercenarios escoceses bajo el mando de Robert Stuart y hugonotes franceses bajo el mando de François de la Noue. En la víspera de la batalla estaban esperando nuevos refuerzos del conde Palatino, que estaba esperando cerca de Zutphen la llegada de un subsidio que la reina Isabel había prometido, pero aún no pagado. Sin esos considerables refuerzos, contó aproximadamente 18 000 infantes y 2000 de caballería.
Juan, por otro lado, podría liberar no más de 12 000 soldados de infantería y 5000 de caballería. Esta inferioridad de las fuerzas lo motivó a buscar la batalla antes de que las fuerzas del conde Palatino pudieran unirse con las del ejército en Rijmenam. Sin embargo, durante un consejo de guerra antes de la batalla, su segundo al mando, el duque de Parma y el experimentado comandante Gabrio Serbelloni se opusieron al plan ya que pensaban que el riesgo era demasiado grande. Sin embargo, Juan decidió atacar.

## La batalla

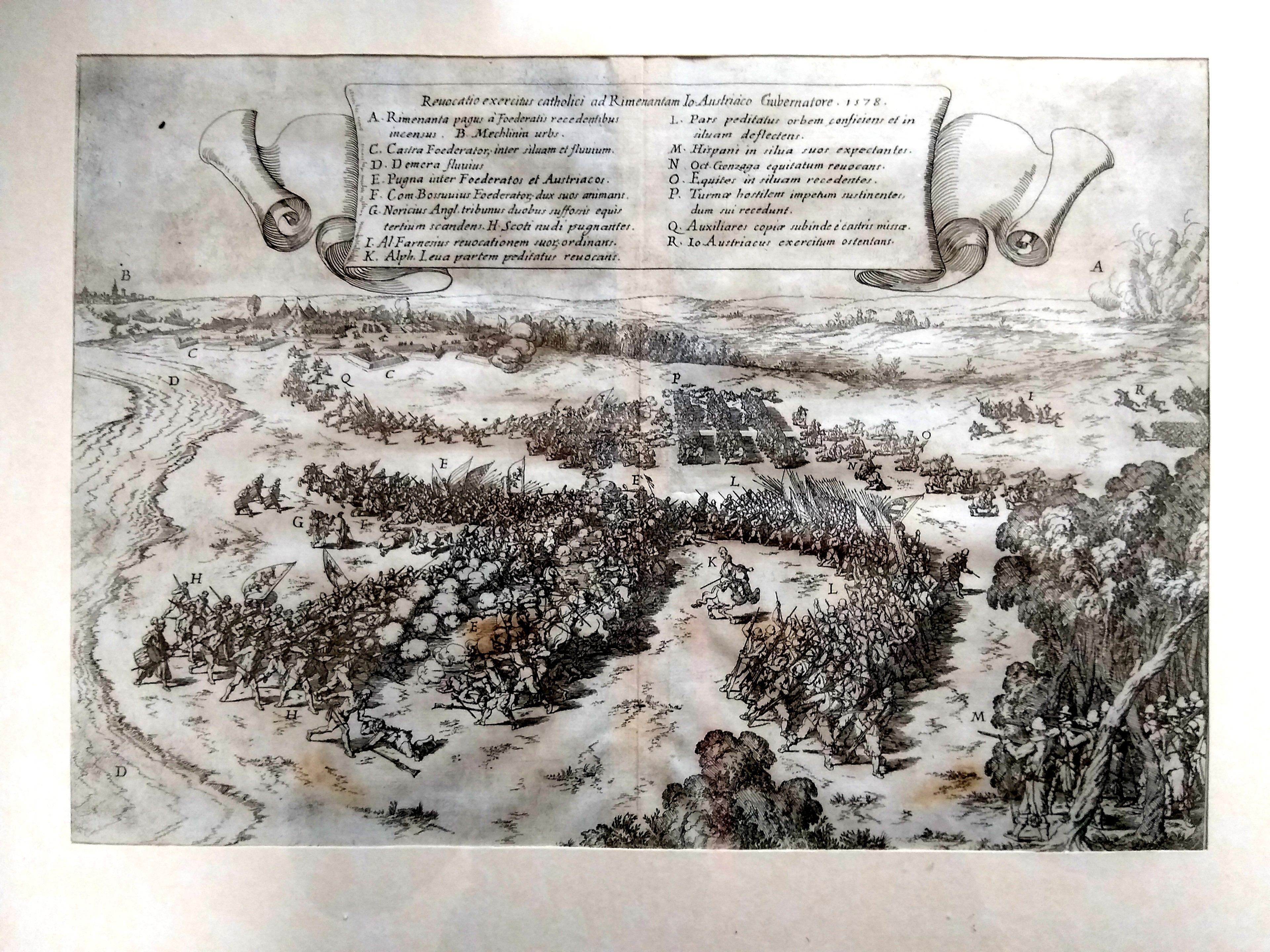
Grabado de la batalla de Rijmenam por Johann Wilhelm Baur, 1645

Después de pasar la noche frente al enemigo, el ejército de Juan atacó a primera hora de la mañana del 31 de julio de 1578. [4] El ejército de los Estados se formó frente al pueblo de Rijmenam, con sus flancos anclados en bosques a ambos lados. En frente del ejército un sistema de trincheras había sido excavado. Juan se acercó a estas trincheras con la esperanza de que Boussu saldría y lo contrataría a cielo abierto, pero Boussu se negó a ser atraído. Después de una espera de tres horas, Juan ordenó una compañía de mosqueteros bajo Alonso de Leyva y tres tropas de coraceros bajo el marqués del Monte, para hacer una finta.a la parte trasera del pueblo en el ala izquierda española. Esta vez, Boussu mordió el anzuelo y ordenó a Norris que lo rechazara. Se produjo una escaramuza, pero ni Norris ni Leyva cumplieron.
Sin embargo, algunos soldados ingleses se perdieron entre las líneas y esto provocó refuerzos de ambos lados. Aparecieron los escoceses bajo Stuart y la infantería española bajo Fernando de Toledo. Al mismo tiempo, toda la infantería española comenzó un avance en las trincheras, liderado por Parma, que avanzó a pie, lucio en mano. Mientras tanto, Toledo empujó a Norris dentro del pueblo. Norris contraatacó directamente después de haber prendido fuego a unas pocas casas en el pueblo. Esto fue malinterpretado por los comandantes españoles como un intento de Boussu de quemar su tren de equipaje. Pensando que el Ejército de los Estados Unidos estaba retrocediendo, ahora presionaron el ataque, a pesar de los intentos de Juan y Parma de detenerlos. Cuando Leyva y Toledo llegaron al centro del pueblo, descubrieron que habían sido atraídos a una trampa bien tendida.
Resultó que el aparente despliegue del Ejército de los Estados frente a la aldea había sido una estratagema para atraer a los españoles. En realidad, el campamento reforzado de Boussu estaba ubicado detrás del pueblo y su artillería se dibujó frente al línea real Quinientos mosqueteros españoles y seiscientas caballerías se encontraron ahora en circunstancias muy peligrosas. Los soldados escoceses se desnudaron hasta la cintura mientras cantaban salmos y atacaron a los asombrados españoles. Al mismo tiempo, la artillería de los Estados abrió fuego. Las tropas españolas estaban en peligro de ser aniquiladas. Sin embargo, Parma personalmente los liberó por un camino cubierto a través del pueblo, mientras ejecutaba una de sus famosas maniobras de caballería. Esto terminó la batalla, ya que Boussu no cumplió.
Como de costumbre, los informes de víctimas difieren. Según los historiadores holandeses, las fuerzas españolas sufrieron una pérdida de 1.000 muertos. En el lado español, no se admiten más de 400 muertos y el mismo número del otro lado. Sin embargo, los historiadores españoles admiten que hubo más heridos y prisioneros perdidos.